# Crystal Wilder
Crystal Wilder (Brookings, Dakota del Sur; 13 de septiembre de 1967) es una actriz pornográfica estadounidense.

## Biografía
Natural de Dakota del Sur, es la mayor de dos hermanos, criados en una familia conservadora y bastante estricta. Imposible de soportar la estricta disciplina que asomaba en su hogar, gradualmente fue separándose del núcleo familiar y después de cumplir los 18 años comenzó a trabajar como modelo erótica para diversas revistas masculinas y como estríper en un club de Sioux Falls, cerca de su ciudad natal, donde adoptó el nombre artístico de Scarlet O'Hara.
Después de eso se casó con Terry Thomas y se mudó a Los Ángeles buscando su oportunidad para realizar cástines y debutar en la industria pornográfica. Fue en esta etapa cuando conoció a la actriz pornográfica Ashlyn Gere, que la puso en contacto con productores y estudios que le facilitaron su entrada en el cine X. Consiguió su primer papel en 1992, debutando como actriz a los 25 años en la película Masquerade, donde también participó su marido, llegando a formar dupla artística en posteriores películas.
Como actriz, llegó a trabajar con alguno de los principales estudios de la industria como VCA Pictures, Hustler, Forbidden Films, Metro, Sin City, Coast To Coast, Wicked Pictures, Prestige Video, Vivid o Legend, entre otros.
Wilder destacó por su carrera en 1994, cuando se alzó, de manera consecutiva, con las dos subcategorías en la que se dividía Mejor escena de sexo en grupo aquel año (película y vídeo), consiguiendo sendos Premios AVN por los respectivos trabajos de New Wave Hookers 3 y A Blaze Of Glory. Además de estos dos galardones, en esa misma edición de los AVN se llevó otras dos nominaciones a Mejor actriz por sus trabajos en New Wave Hookers 3 y Wilder At Heart, así como una nominación a la Mejor escena de sexo lésbico en grupo por Cheerleader Nurses.
Se retiró en 2004, con algo más de 240 películas como actriz.
Algunas películas suyas fueron Ass Freaks, Butts Afire, Deep Inside Crystal Wilder, Endlessly, Frenzy, Governess, Hootermania, Malcolm XXX, Naughty Thoughts, Pulp Friction, Treasure Chest o Wicked Waxxx Worxxx.

## Premios y nominaciones
| Año  | Ceremonia    | Resultado | Premio                                    | Trabajo            |
| ---- | ------------ | --------- | ----------------------------------------- | ------------------ |
| 1994 | Premios AVN  | Nominada  | Mejor actriz revelación                   | —                  |
| 1994 | Premios AVN  | Nominada  | Artista femenina del año                  | —                  |
| 1994 | Premios AVN  | Nominada  | Mejor actriz                              | New Wave Hookers 3 |
| 1994 | Premios AVN  | Nominada  | Mejor actriz                              | Wilder At Heart    |
| 1994 | Premios AVN  | Ganadora  | Mejor escena de sexo en grupo en película | New Wave Hookers 3 |
| 1994 | Premios AVN  | Ganadora  | Mejor escena de sexo en grupo en vídeo    | A Blaze Of Glory   |
| 1994 | Premios AVN  | Nominada  | Mejor escena de sexo lésbico en grupo     | Cheerleader Nurses |
| 1994 | Premios XRCO | Ganadora  | Mejor escena de sexo en grupo             | New Wave Hookers 3 |